# Louis Panico
Louis Panico (Napels, 21 juli 1898 – Melrose Park (Illinois), 29 juli 1986) was een uit Italië afkomstige Amerikaanse jazzkornettist.

## Biografie
Panico studeerde in Napels trompet bij Raffaele Toscano, de eerste trompettist van het San Carlo Theaterorkest. Nadat hij op 12-jarige leeftijd naar de Verenigde Staten was gekomen, begon hij begin jaren 1920 met het spelen van dans- en jazzmuziek. Onder invloed van de New Orleans-kornetspeler Joe King Oliver verwerkte hij nieuwe, origineel klinkende effecten in zijn jazzsolo's, die hij - net als Oliver - met verschillende dempers bereikte. Hij werd beroemd om zijn 'lachende' trompet. In zijn werk The Novelty Cornetist (Forster Music, Chicago, 1923/1924) beschreef hij levendig zijn spel. Dit is ook een van de eerste schriftelijke instructies voor het vormgeven van een jazzsolo.
Panico is een van de pioniers van het spelen met de opgezette trompet, samen met Oliver en Bubber Miley, die voor Duke Ellington speelden. Hij werd bekend bij een groter publiek door zijn deelname aan het Isham Jones-orkest, waarin hij in veel solo's te zien was. Met Louis Armstrong, door wie hij werd verslagen in een "cutting contest" (een soort muzikale wedstrijd, zoals het in de jaren 1920 gebruikelijk was onder jazzmuzikanten om te bepalen wie beter was), was hij goede vrienden. Onder invloed van Armstrong bleef zijn stijl zich ontwikkelen.
Begin jaren 1930 leidde hij zijn eigen bands, onder meer met de klarinettist Rod Cless, die ook bij Bix Beiderbecke had gespeeld. Panico was beroemd om zijn versie van de Wabash Blues. Zijn trucs met verschillende dempers worden vandaag de dag nog steeds op verschillende websites besproken door trompettisten en kornettisten (zie bijvoorbeeld www.trumpetherald.com, passim).

## Overlijden
Louis Panico overleed in juli 1986 op 88-jarige leeftijd.